# 中野木の辻切り
中野木の辻切り（なかのきのつじぎり）とは千葉県船橋市中野木で行われている行事である。辻切りという風習は名称、形態、時期などは地域によって異なってくるが、中野木では毎年初午（2月最初の午の日）に行われる。1997年（平成9年）船橋市指定無形民俗文化財。

## 概要
鎮守の八坂神社に集まり、東西2組に分かれ、大蛇を1匹ずつ作製する。完成すると長さ5ｍ半程になる大蛇は、本殿前にとぐろを巻き、向かい合わせに据えられる。その蛇に御神酒を飲ませる直会のあと、東西それぞれ4～5人で大蛇をかかえ、集落の南西と北東の道路脇の立木に巻きつけるものである。
1972年（昭和47年）以前の資料がなく、起源は不詳だが、一説によると100年以上前から行われている。中野木の辻切りはワラ蛇の作りが大きく、古態を保つと考えられている。
船橋市指定無形民俗文化財であるが、中野木の住民以外にあまり知られていない。

## 交通案内
- JR東船橋駅・津田沼駅より徒歩15分

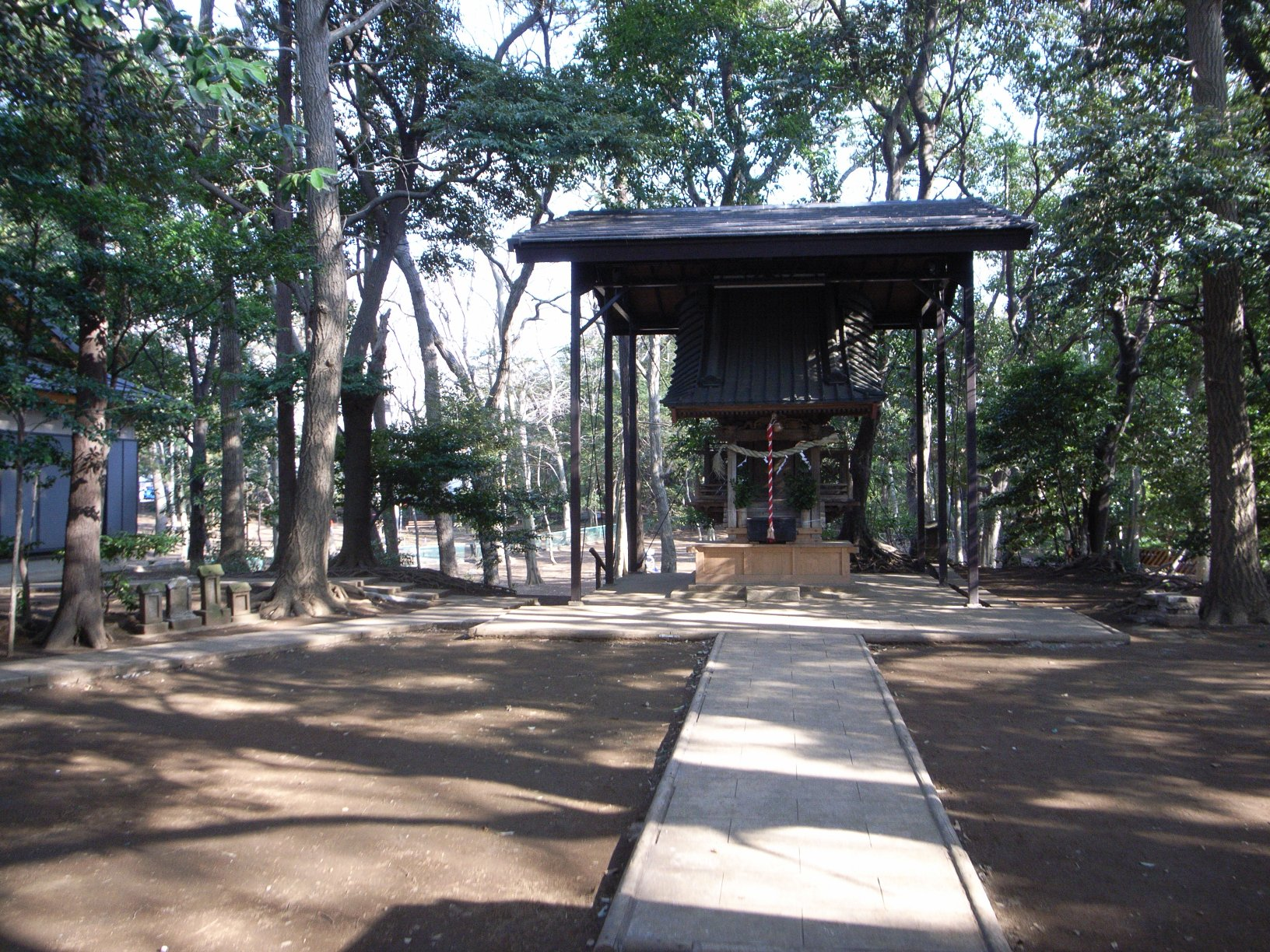
八坂神社 中野木
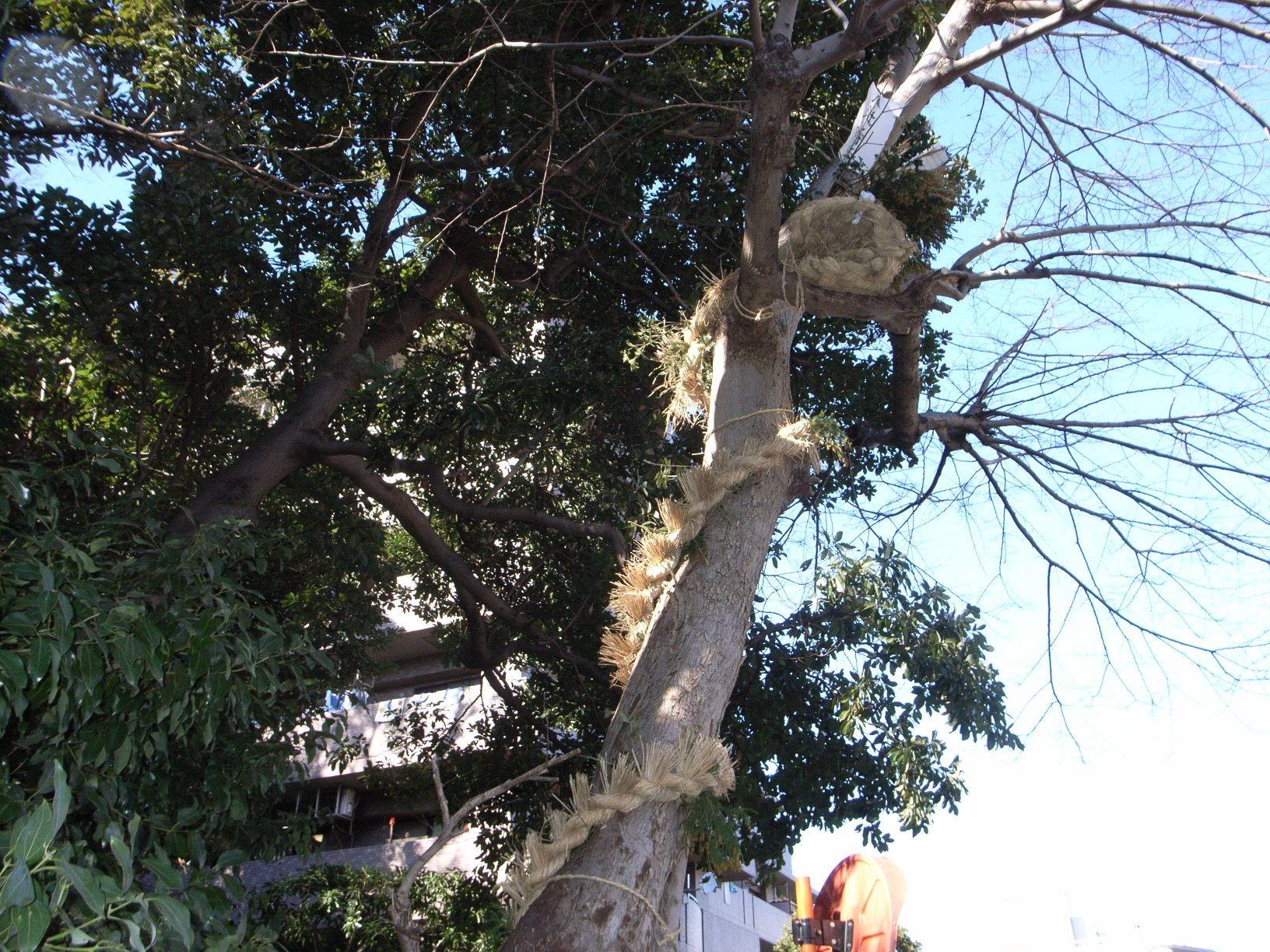
大蛇（南） 2009年
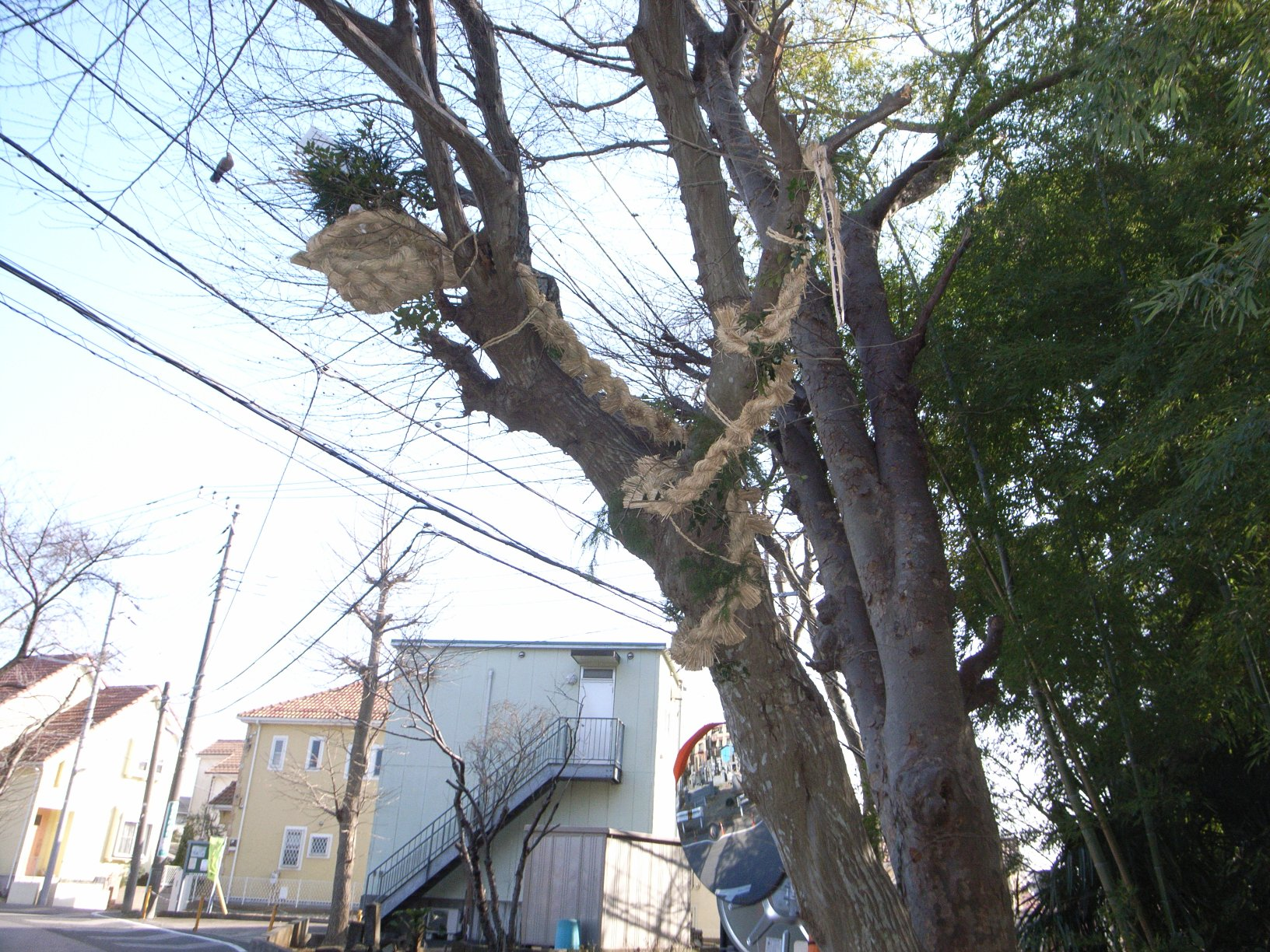
大蛇（東） 2009年